# William Wellman jr.
William Wellman jr. (Los Angeles, 20 januari 1937) is een Amerikaanse acteur, filmproducent, scenarioschrijver en auteur.

## Carrière
Dankzij het feit dat hij een zoon was van de legendarische filmregisseur William A. Wellman groeide Wellman jr. op met veel bekende acteurs zoals Gary Cooper, Tyrone Power, Henry Fonda, Carole Lombard, Frank Capra, Lana Turner, John Payne, Jennifer Jones en Peter Lawford. Wellman jr. studeerde aan de Duke University in Durham (North Carolina) maar stopte met zijn studie om zich te gaan richten op het acteren.
Wellman jr. begon in 1945 met acteren in de film This Man's Navy. Hierna heeft hij nog meerdere rollen gespeeld in films en televisieseries zoals Sayonara (1957), The Disorderly Orderly (1964), Adam-12 (1972-1973) en The Puppet Masters (1994).
Wellman Jr. heeft zijn eerste boek geschreven die hij opgedragen heeft aan zijn overleden vader: The Man and His WINGS: William A. Wellman and the Making of the First Best Picture.

## Prijzen
- 1998 Newport Beach Film Festival in de categorie Speciale Erkenning Award met de film Wings – gewonnen.
- 1997 Cinequest Film Festival in de categorie Beste Documentaire met de documentaire Wild Bill: Hollywood Maverick – genomineerd.

## Filmografie

### Films
Selectie:
- 1994 The Puppet Masters – als dokter
- 1973 Black Caesar  – als Alfred Coleman
- 1968 The Private Navy of Sgt. O’Farrell – als korporaal Kennedy
- 1964 The Disorderly Orderly – als chauffeur
- 1964 The Patsy – als lid van band
- 1962 How the West Was Won – als officier
- 1959 The Horse Soldiers – als dief
- 1959 Pork Chop Hill – als Iron Man
- 1958 High School Confidential – als autodealer
- 1958 Lafayette Escadrille – als Bill Wellman sr.
- 1958 Darby's Rangers – als Eli Clatworthy
- 1957 Sayonara – als verslaggever van Stars and Stripes
- 1948 Yellow Sky – als jongen op hooistapel
- 1946 Gallant Journey – als jongen
- 1945 This Man's Navy – als jongen

### Televisieseries
Uitgezonderd eenmalige gastrollen.
- 1972 – 1973 Adam-12 – als officier Snyder – 2 afl.

### Filmproducent
- 1995 Wild Bill: Hollywood Maverick - documentaire
- 1978 It Lives Again – film

### Scenarioschrijver
- 1983 The Prodigal Planet - film